# Overvloed en onbehagen
Overvloed en Onbehagen (Engels: The Embarrassment of Riches: An Interpretation of Dutch Culture in the Golden Age) is een boek uit 1988 van de Britse historicus Simon Schama. Het boek behandelt de Gouden Eeuw in Nederland.

## Samenvatting
Simon Schama slaagt erin, nog voor zijn werk eigenlijk goed en wel begint, met een eenvoudig citaat, door te dringen tot de kern van de zaak: "Laten zij die overvloed hebben eraan denken dat ze zijn omgeven met doornen, en laten ze goed oppassen dat ze er niet door geprikt worden." - Johannes Calvijn.
De centrale these van het boek kan men als volgt samenvatten: de Republiek is ontstaan ten gevolge van de strijd van de inwoners tegen het water en tegen de Spaanse overheersing. Diezelfde strijd zien we doorleven in de zogenaamde vaderlandse mythen: de Nederlanders als Bataven (strijd tegen de Romeinse bezetters) en als Hebreeuwen (verwijzing naar tal van Bijbelverhalen van zondvloed, de Rode Zee en dergelijke, maar natuurlijk ook strijd tegen Filistijnen, Meden en Perzen, Grieken en Romeinen).
Schama gaat, na vastgesteld te hebben dat de Nederlandse natie ontstaan is ten gevolge van een tweeërlei strijd, proberen om die natie ook allerlei gemeenschappelijke eigenschappen aan te meten. Gemeenschappelijke mythes, gemeenschappelijke levensfilosofie en -moraal, het Calvinisme, maar ook minder verheven zaken als de obsessie met reinheid. Hij doet zijn best om die mentaliteit te reconstrueren aan de hand van populaire geschriften, speechen, liedjes, kronieken, preken, maar ook prenten en schilderijen, reisverhalen en ga zo maar door.

## Korte inhoud
In de inleiding, “Het Bataafse Temperament”, gaat Simon Schama dieper in op de doelstellingen van het boek. “De mysteries van het temperament zijn het onderwerp van deze bundel essays. Ook zij hebben als uitgangspunt dat er meer achter het gedrag van de Nederlandse school dan aan de oppervlakte zichtbaar was. Ze zijn bedoeld als beschrijving van de culturele eigenaardigheden van de Nederlanders in de lente van hun bestaan als natie. Het is een informele beschrijving die niet veel vertelt over instituties, theologieën of economische structuren. In plaats daarvan heb ik geprobeerd de paradoxen van het Nederlanderschap te verkennen in het kader van sociale overtuigingen en gedragingen.”
“Ik wilde vooral weten hoe de Nederlanders zichzelf in de loop der tijd vormden. wat stimuleerde hun gemeenschapszin; wat maakte dat ze zich met elkaar verbonden voelden; wat bracht de verzameling gewoonten voort die typerend voor hen werd?”
Verder vertelt Schama nog over enkele van zijn geschiedtheoretische uitgangspunten. Schama omschrijft zijn benadering als 'schaamteloos eclecticisme', andere zouden het een interdisciplinaire benadering noemen. Hij blijkt vooral te putten uit de sociale antropologie. Voor zijn omschrijving van het begrip cultuur gaat hij te rade bij Mary Douglas; zij omschrijft 'een culturele tendens als een reeks overtuigingen aaneengekoppeld in een patroon van relaties'. Ze benadrukt dat deze overtuigingen, willen ze fungeren als de matrijs van een cultuur, moeten 'worden behandeld als onderdeel van het sociale gedrag en niet los daarvan.' Hij spreekt zelf van een durkheimiaanse benadering.
Het eerste deel van het boek, 'Worden', gaat vrij spectaculair van start met het hoofdstuk 'Morele Geografie', 'Het Mysterie van het Waterhuis'. Na een zeer plastische beschrijving van Amsterdam gaat hij even dieper in op bepaalde vormen van bestraffing uit die jaren. Hij heeft het vooral over het zogenaamde waterhuis, hij geeft het verhaal van een kerker waar gevangenen moeten pompen of verzuipen. Hij gebruikt dit verhaal als inleiding voor zijn eerste deel. Hij schrijft zelf: “De beangstigende ervaring die de 'patiënt' in extremis moest ondergaan, was bedoeld als een geïntensiveerde herhaling van de Nederlandse oerervaring: de strijd tegen het wassende water.”
In 'Waterproeven' gaat Schama in op de rol die de strijd tegen het water en de strijd tegen Spanje heeft gespeeld in het gedachteleven der Nederlanders: “Het idee van een gemeenschappelijke identiteit, gered uit de zondvloed en waterdicht gemaakt in tijden van gevaar ... er kan niet nadrukkelijk genoeg worden gesteld dat de periode tussen 1550 en 1650, toen de politieke identiteit van een onafhankelijke Nederlandse natie werd gevormd, ook een tijd van ingrijpende veranderingen in het Nederlandse landschap was. Zowel in politiek als in geografisch opzicht was deze periode dus beslissend voor het ontstaan van een zelfstandige, noordelijke, Nederlandse natie. In het latere historische bewustzijn van dit volk waren deze twee processen onafscheidelijk met elkaar verbonden.”
Hierna volgt hoofdstuk twee “De Vaderlandse Schrift”. De centrale vraag in 'Onzekere Grenzen' is ongetwijfeld “Wanneer zijn Nederlanders Nederlanders geworden?” Dit cruciale onderdeel van het boek gaat in op de vraag naar de wortels van de Nederlandse natie, de Opstand, de godsdienst, het water, de Bataven, alles passeerde de revue. Het tweede onderdeeltje is getiteld 'Kroniek' en handelt over het beeld dat de Nederlandse schrijvers, in de zogenaamde kronieken gaven van de Nederlandse samenleving. Het volgende onderdeel 'Schrift' handelt over de zogenaamde Bijbelse wortels van de Nederlandse mentaliteit. De Nederlanders deden enorm hun best om zich te legitimeren met behulp van de Schrift, religieuze staatspropaganda zouden we kunnen zeggen.
Deel twee, 'Doen en Niet Doen', start met hoofdstuk drie, 'Feesten, vasten, tijdige boetedoening'. In het eerste onderdeel, 'Walvissen op het strand: teken aan de wand', geeft hij een uitvoerige beschrijving van de reacties van de Nederlanders op aangespoelde potvissen allerhande. Schama poogt daarbij aan te tonen dat deze natuurfenomenen werden aanzien als voortekens, voortekens van slechte tijden voor de zondaars. Het tweede onderdeel, 'Gebed voor de Maaltijd', handelt over de eetgewoonten van de Gouden Eeuwers. Daarin heeft de auteur natuurlijk veel aandacht voor de mentaliteit, waarbij hij luxueuze maaltijden beschrijft, maar ook de kaas-mentaliteit. De mentaliteit van de 'gulden middenweg', van het laveren tussen gebrek en overdaad. Schama toont aan dat “losbandigheid noch stichtelijkheid de absolute bovenhand gehad (had) in de Nederlandse cultuur, die juist werd gekenmerkt door het feit dat ze beide een rol speelden”.
Het onderdeel drie, 'Stygische vuren en aqua fortis', start met een hilarisch citaat: “Holland, schreef Claude Saumaise, is een land waar de gouddemon op een troon van kaas zetelt en een kroon van tabak draagt.” Dit onderdeel kan gerust gaan over de leefwereld van heel wat studenten, drank en tabak. Ook hier stelt Schama vast dat er een hoog verbruik was van beiden en een hoog aantal donderpreken van de predikanten, waarin ze uiteraard zonden poogden te koppelen aan natuur- en andere rampen.
'De Onbeschaamdheid van het Overleven' is de titel van hoofdstuk vier. De reactie van de Goudeneeuwers op de oorlogvoering te land en ter zee komt aan bod en vervolgens de onmetelijke overvloed in de Republiek, zoals die was af te lezen aan de stadshuizen en buitens, aan het bezit en de consumptie van luxegoederen en aan de speculatiezucht. Hier behandelt Schama ook de trots op deze rijkdom en de morele reserves daarover. Er wordt uitvoerig ingegaan op de verschillende oorlogen die de Republiek voerde, vooral de perikelen rond de Engelse Burgeroorlog worden zeer uitvoerig beschreven.
Het tweede deel van dit hoofdstuk, 'Dat onverteerde braaksel van de Zee', handelt over de rijkdom die voortkomt uit de handel, over de aanhoudende spanningen met de Engelsen, over propaganda en oorlog.
Dan zijn we aangekomen bij hoofdstuk vijf, met dezelfde titel als het boek, 'Overvloed en Onbehagen'. Deel een, 'Een hoorn des Overvloeds', handelt over de Republiek als consumptieparadijs met riante landhuizen, loterijspelen, kunstverzamelingen en binnenhuisinrichting. Deel twee, 'In het Rijk der Koningin Rijk', handelt over het onbehagen, de zedenpreken, het verschil met de Vlaamse vroeg-kapitalisten. In deel drie, 'Ongebreideld Geld: ik investeer, hij speculeert, zij gokken', wordt ingegaan op het beurswezen met inbegrip van windhandel en de tulpenspeculatie (de dot com bubble zouden we nu zeggen).
In deel drie, 'Leven en Groeien', wordt uitvoerig aandacht besteed aan de positie van de vrouw in de maatschappij (huisvrouwen, hoeren en dienstboden) en daarop aansluitend huwelijk, verloskunde en opvoeding.
Hoofdstuk zes heet 'Huisvrouwen en Hoeren: Huiselijkheid en Wereldsheid'. In deel een, 'Properheid en godsvrucht', wordt de properheid der Nederlanders beschreven, hun manie om huis, erf en straat schoon te houden. Deel twee, 'De heroïsche huisvrouw', handelt over de minder aangename kant, de sterke vrouw, de zelfstandige vrouw, de onkuise vrouw, de werkende vrouw en natuurlijk over het beeld van de ideale vrouw dat de godsdienst voorhield. Het derde deel, 'Verleidingen en Verschrikkingen', vertelt ons over het duale beeld dat opgehangen werd van de vrouw: symbolen van het vrome en van het zondige leven. Het spreekt vanzelf dat de beschrijving van het zondige de meeste plaats innam in dit hoofdstuk.
Hoofdstuk zeven heet 'In de Republiek der Kinderen'. Het inleidende deel, 'Kleine deugnieten', schetst ons een beeld van het grote aantal genretaferelen met kinderen, een beeld van een samenleving met veel aandacht voor kinderen?
Deel twee, 'Tussen Molentje en Loopwagen', handelt over “het evenwicht, of de spanning, tussen lering en vermaak, onschuld en begrip, bescherming en vrije wil”.
Bij deel drie, 'Ex nugis seria: kinderspel?', wordt ingegaan op het grote aantal genretaferelen met spelende kinderen.
Deel vier, 'Veilig(e) kinderen maken: het dagboek van een Nederlandse vroedvrouw', besteedt aandacht aan een sociaal drama, de grote kindersterfte, dat met zich meebracht dat de ouders overbeschermend werden, maar ook dat vroedvrouwen nu een belangrijke positie konden innemen. Het deel eindigt met enkele passages over kinderverzorging en kindergeneeskunde en vooral over de populaire werkjes die daarrond verschenen.
Het laatste deel, 'De Krakeling en de Jonge Hond', handelt over de voorstelling van kinderen in de (schilder)kunst.
Het vierde en laatste deel, 'Waterscheidingen', bestaat uit één hoofdstuk, 'Binnen, Buiten'. Deel een, 'Deuren', gaat van start met een schets van de verhouding en de verschillen tussen klassen en standen, bedelaars en liefdadigheid. Verder wordt er nog ingegaan op de aanwezigheid van een joodse minderheid in de Republiek; zowel de tolerantie als het antisemitisme komen aan bod.
Het laatste deel gaat over de veranderingen in de cultuur, over verval; hoe kan het ook anders met een titel als 'Wormen'. In deze beschrijving van de nadagen passeren crisisjaren, homofobie en uiteraard natuurrampen de revue.

## Ontvangst
Aanvankelijk werd het boek van Schama op veel enthousiasme onthaald in de media en bij het grote publiek. Al gauw echter waren er minder enthousiaste geluiden te horen vanuit de academische wereld. De toon werd min of meer gezet door Jonathan Israel, die zich distantieerde van de lovende recensies en Schama stevig aanpakte. In Nederland werd diens voorbeeld gevolgd door Simon Groenveld, die tijdens een discussiemiddag in Leiden, Schama een verouderde, 19de-eeuwse visie op de Republiek verweet. Sommige collega's van Schama leken zich te gaan specialiseren in het zoeken naar fouten in diens werk. En dat bleken er heel wat te zijn.
Eerst en vooral is er kritiek op het feit dat Schama regelmatig zijn boekje te buiten gaat, letterlijk dan. Schama wil zich in dit werk bezighouden met de Nederlandse mentaliteit in de Republiek in de Gouden Eeuw, die hij zelf dateert als de periode 1570 tot 1670; bij uitbreiding de zeventiende eeuw. Echter, in zijn boek spreekt hij regelmatig over 18de-eeuwse onderwerpen zoals de paalworm en vervolging van zigeuners en homoseksuelen.
Ook zijn bewering om over de Republiek te willen schrijven kan hij volgens sommigen niet waarmaken. Het boek handelt in hoofdzaak over Holland en dan nog wel de Hollandse steden, met een accent op Amsterdam. De andere gewesten en ook het platteland van Holland komen nauwelijks ter sprake. Het Hollandocentrisme is iets wat hem regelmatig verweten wordt. Zo is er veel kritiek op de stelling van Schama dat de burger centraal stond in de Nederlandse wereld. Veel recensenten maken daarbij de kanttekening dat in het Oosten en het Noorden van de Republiek de adel nog zeer stevig in zijn schoenen stond.
Kritiek kwam er ook op Schama's bewering dat hij de Nederlandse mentaliteit wil bestuderen, maar daarbij blijkbaar uitgaat van de calvinisten. Dit terwijl bijvoorbeeld de rooms-katholieken in de zeventiende eeuw nog zo'n 45% van de bevolking uitmaakten.
Ook bij zijn studie van de calvinisten vliegt hij volgens sommigen uit de bocht. In hoeverre is de leer van de Hollandse calvinisten gelijk te stellen met die in Genève, Duitsland of elders? Daarenboven lijkt Schama niet te kunnen bewijzen wat de uitwerking was van de calvinistische leerstellingen op de bevolking, of zelf maar op hen die behoorden tot de Gereformeerde Kerk. Er zijn voorbeelden genoeg van ambiguïteit tussen geloofsleer en dagelijkse praktijk van de grote groep gelovigen. Denk daarbij gerust aan de katholieke leer van seksuele onthouding voor het huwelijk en de dagelijkse praktijk. Schama probeert ook te relativeren door er op te wijzen dat inderdaad de voorschriften zeker niet altijd gevolgd worden, maar hij gaat er blijkbaar van uit dat de vele preken toch alleszins invloed moeten hebben gehad.
Kritiek kwam er ook op de bronnen die Schama gebruikte en de wijze waarop hij daarmee is omgegaan. Vaak ontbreekt de bronvermelding, soms verwijst een noot eenvoudigweg naar een titelaanduiding, zonder verdere gegevens over de uitgave of paginavermelding.
Van collega-historici is er eerst en vooral kritiek op de keuze van afbeeldingen die Schama maakt. Beperkt Schama zich bij de schilderijen nog tot de zeventiende eeuw, met een enkele uitstap naar de zestiende, bij prenten maakt hij op grote schaal gebruik van achttiende-eeuws en zelf incidenteel van negentiende-eeuws materiaal.
Kijken we naar de manier waarop Schama de visuele bronnen interpreteert en inpast in zijn verhaal, lijkt Schama de afbeeldingen veel te veel te beschouwen als waarheidsgetrouwe voorstellingen van de werkelijkheid. In de inleiding schrijft hij evenwel: “Maar het kan gevaarlijk zijn kunst als historische bron te gebruiken”.
Gevaarlijk wordt het inderdaad wanneer Schama afbeeldingen gaat zien als weerspiegeling van de mentaliteit. Door een studie van propaganda en populaire gravures wil hij de populaire mentaliteit en politieke opvatting reconstrueren.
De literatuur over schilderijen en schilders in de Gouden Eeuw is vrij uitgebreid te noemen en dat is ook nodig, omdat je heel wat achtergrond nodig hebt als je schilderijen wil gaan interpreteren. Dat maakt natuurlijk dat er heel wat valkuilen zijn voor een historicus die schilderijen wil gebruiken als bron.
Voort kunnen tal van feitelijke onjuistheden opgemerkt worden, onder meer te wijten aan verkeerde interpretaties van door Schama gebruikte bronnen en werken.
Schama's repliek op de kritieken:
“Ik heb enorm veel bewondering voor de grote Nederlandse historici, zoals Huizinga en Geyl, maar tegenwoordig is het toch wat minder groots gesteld. Kossmann is natuurlijk zonder meer een knappe geest, maar hij zit, naar mijn smaak, toch een beetje gevangen in het ironische minimalisme waar Nederlandse historici tegenwoordig sowieso in grossieren. Ik denk wel eens dat Nederlandse historici er zo op gebrand zijn om geen fouten te maken dat ze het liefst maar helemaal niets produceren. Het lijkt of ze allemaal streven naar een grafsteen met de tekst 'hij maakte nooit een fout'. Dat daaronder dan ook had moeten staan 'omdat hij niks deed', nemen ze blijkbaar op de koop toe. Overigens geloof ik niet dat ik overdreven veel fouten maak. Er moet dus een element van jaloezie in het spel zijn. Maar ja, dat is ook weer typisch Nederlands, niet?"
Simon Schama's boek is een kleine bloemlezing die desalniettemin een schat aan informatie bevat. Het bevat enkele op zijn zachtst gezegd controversiële stellingen, maar het is een bloemlezing met heel wat kwaliteit; het geeft een algemeen overzicht, met aandacht voor een veelheid aan kleinere thema's. Het staat daarenboven vol afbeeldingen. En vooral: het heeft de interesse in de geschiedenis van Nederland in de Gouden Eeuw fel doen oplaaien.
Het lijkt erop dat Schama zich bij zijn studie te veel heeft beperkt tot de mentaliteit van een bepaald deel van de bevolking. Hij reconstrueerde de mentaliteit van de Hollandse stedelijke burgerij, en inderdaad was deze laag van de bevolking welgesteld, geletterd en calvinistisch. Op zich is dit niet erg, integendeel, een studie van de mentaliteit van die sociale groep is zeer interessant en was zelfs noodzakelijk. Zijn stellingen zijn desalniettemin vernieuwend en bewijzen worden meer dan afdoende geleverd, tenminste als het aankomt op de Hollandse, calvinistische, stedelijke burgerij.